# Еремейцево (Мышкинский район)
Еремейцево — село в Охотинском сельском поселении Мышкинского района Ярославской области России.

## География
Село расположено на автомобильной дороге Р-104 Углич-Рыбинск, на правом берегу реки Волги ниже по течению города Мышкина на 15 километров.

## История
Село известно с XV века. В числе других 118 деревень было подарено князьями Юхоцкими Ярославскому Спасскому монастырю, причём, в Еремейцево жили монастырские старцы, управляющие вотчиной.
О селе известно множество монастырских актов, в том числе и десять царских грамот, начиная с грамоты царя Василия Ивановича и кончая грамотами Иоанна и Петра Алексеевичей.
В селе имелось две церкви — храм Покрова 1752 года постройки и храм Рождества Христова, построенный в 1797 году.
В 1860 году здесь жили 272 крестьян. Административно входило в состав Рыбинского уезда.

## Население
| 1859 | 1914 | 2002 | 2007 | 2010 |
| ---- | ---- | ---- | ---- | ---- |
| 225  | ↗352 | ↘57  | ↘56  | ↘44  |

## Известные уроженцы и жители
В селе родились:
- Александр Петрович Березин — санкт-петербургский городской глава конца XVIII века[2][7] (по другим данным — родился в селе Еремейцево Ярославского уезда).[8]
- Николай Васильевич Дегтярёв — Герой Советского Союза.[9]